# بانیچان
بانیچان (به بلغاری: Banichan) یک منطقهٔ مسکونی در بلغارستان است که در شهرستان گوتسه دلچو واقع شده‌است.
 بانیچان ۱۳٫۱ کیلومتر مربع مساحت و ۵۷۹ نفر جمعیت دارد و ۵۰۸ متر بالاتر از سطح دریا واقع شده‌است.